# Castelli in Valle d'Aosta

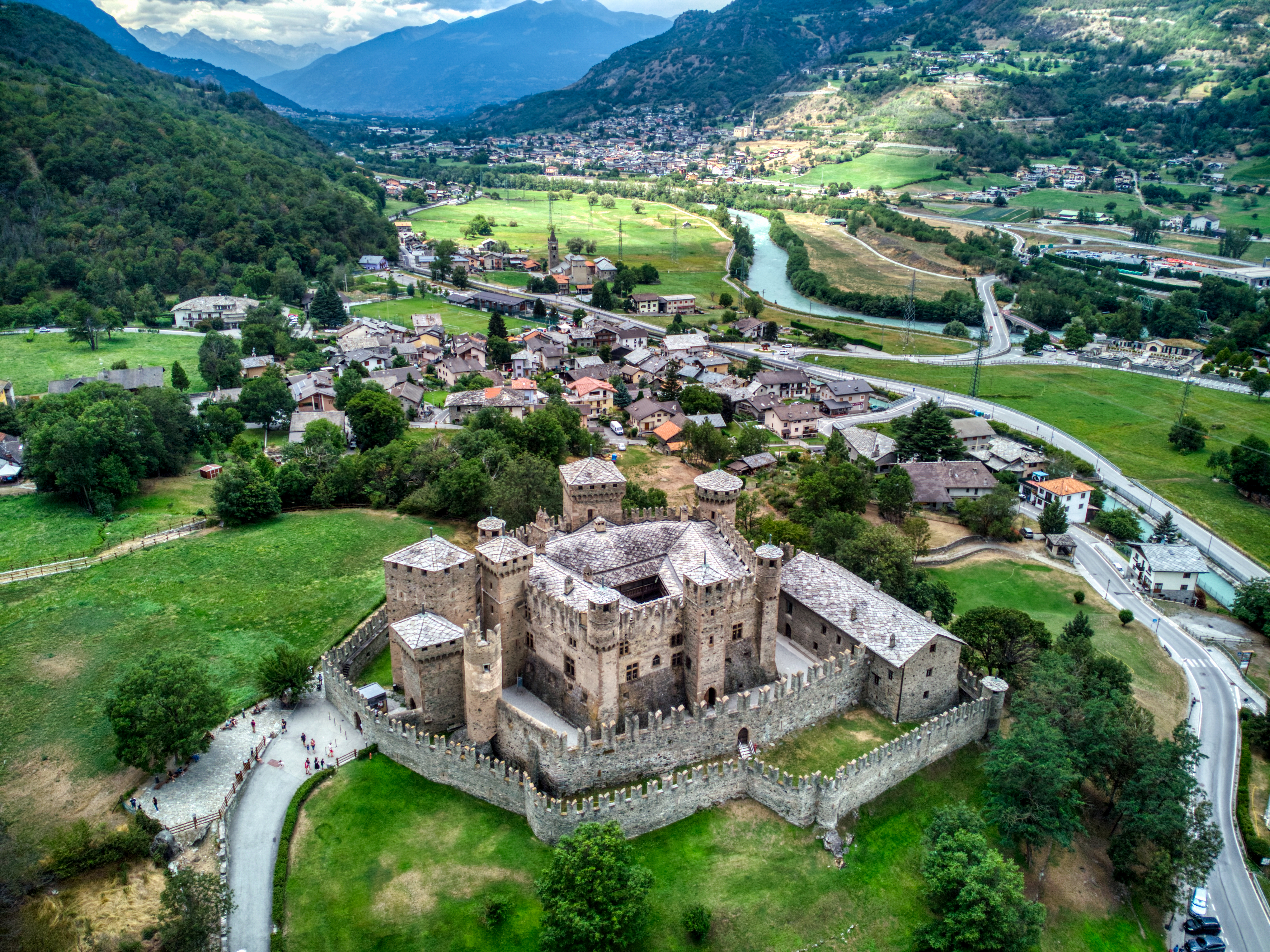
Il Castello di Fénis, il più famoso tra i castelli valdostani.

I castelli in Valle d'Aosta sono particolarmente numerosi ed importanti. Giuseppe Giacosa ne annovera 72 (tra castelli, caseforti e dongioni) lungo la vallata principale, senza contare le vallate minori.
Storicamente i castelli hanno subito un'evoluzione. All'inizio avevano una funzione prettamente difensiva, come il castello di Verrès o il castello di Ussel, ma poi si diffusero anche i castelli residenziali, a scopo ostentativo, al fine di mostrare la potenza e la ricchezza del proprietario, come il castello di Fénis e il castello di Issogne.

## Elenco parziale
| Nome del Castello                    | Comune di appartenenza | Epoca di costruzione | Immagine |
| ------------------------------------ | ---------------------- | -------------------- | -------- |
| A                                    |                        |                      |          |
| Casaforte Aragon                     | La Salle               | 1608                 |          |
| Châtel-Argent                        | Villeneuve             | XIII secolo          |          |
| Castello superiore di Arnad          | Arnad                  | XII secolo           |          |
| Castello inferiore di Arnad          | Arnad                  | XV secolo            |          |
| Castello di La Mothe                 | Arvier                 | XI secolo            |          |
| Castello di Montmayeur               | Arvier                 | XIII secolo          |          |
| Castello di Avise                    | Avise                  | 1492                 |          |
| Castello di Aymavilles               | Aymavilles             | 1287                 |          |
| B                                    |                        |                      |          |
| Torre dei balivi (Tour du bailliage) | Aosta                  | XII secolo           |          |
| Castello Baraing                     | Pont-Saint-Martin      | XIX secolo           |          |
| Forte di Bard                        | Bard                   | XIX secolo           |          |
| Castello del baron Gamba             | Châtillon              |                      |          |
| Castello di Blonay                   | Avise                  | XII secolo           |          |
| Castello di Bosses                   | Saint-Rhémy-en-Bosses  | XV secolo            |          |
| Casaforte Bovet                      | La Salle               | XIII secolo          |          |
| Casaforte Bozel                      | Morgex                 | XIII secolo          |          |
| Tour Bramafam                        | Aosta                  | XIII secolo          |          |
| Castello di Brissogne                | Brissogne              | XIII secolo          |          |
| C                                    |                        |                      |          |
| Tour de Châtelard                    | La Salle               | XIII secolo          |          |
| Castello di Champorcher              | Champorcher            | XIII secolo          |          |
| Castello Charles                     | Perloz                 | XIII secolo          |          |
| Castello di Charvensod               | Charvensod             | XIV secolo           |          |
| Tour Chenal                          | Montjovet              | XIII secolo          |          |
| Castello di Cly                      | Saint Denis            | XII secolo           |          |
| Castello di Cogne                    | Cogne                  | XIII secolo          |          |
| Casaforte Passerin d'Entrèves        | Courmayeur             |                      |          |
| D                                    |                        |                      |          |
| E                                    |                        |                      |          |
| Castello di Écours                   | La Salle               |                      |          |
| F                                    |                        |                      |          |
| Castello di Fénis                    | Fénis                  | XIV secolo           |          |
| G                                    |                        |                      |          |
| Castello di Graines                  | Brusson                | XI secolo            |          |
| Grand-Bâtiment                       | Pré-Saint-Didier       |                      |          |
| Maison Gerbollier                    | La Salle               | XVI secolo           |          |
| Tour de Gignod                       | Gignod                 | XII - XIII secolo    |          |
| H                                    |                        |                      |          |
| I                                    |                        |                      |          |
| Castello di Issogne                  | Issogne                | XII secolo           |          |
| Castello di Introd                   | Introd                 | XIII secolo          |          |
| J                                    |                        |                      |          |
| Castello Jocteau                     | Beauregard (Aosta)     | XX secolo            |          |
| Castello di Jovençan                 | Jovençan               | XIII secolo          |          |
| L                                    |                        |                      |          |
| Tour de l'Archet                     | Morgex                 | X secolo             |          |
| Castello di La Crête                 | Doues                  | XIII secolo          |          |
| Casaforte La Tour                    | Valpelline             | XII secolo           |          |
| M                                    |                        |                      |          |
| Palazzo Marelli                      | Hône                   | XVII secolo          |          |
| Castello di Montfleury               | Aosta                  | XVIII secolo         |          |
| N                                    |                        |                      |          |
| Castello di Nus                      | Nus                    | XIII secolo          |          |
| O                                    |                        |                      |          |
| P                                    |                        |                      |          |
| Castello di Pilato                   | Nus                    | XII - XIII secolo    |          |
| Castello Pascal de la Ruine          | Morgex                 | XIV secolo           |          |
| Castello Passerin d'Entrèves         | Châtillon              |                      |          |
| Castello Passerin d'Entrèves         | Saint-Christophe       | XIV secolo           |          |
| Tour de Pramotton                    | Donnas                 | XII secolo           |          |
| Q                                    |                        |                      |          |
| Castello di Quart                    | Quart                  | XII secolo           |          |
| R                                    |                        |                      |          |
| Casaforte di Rhins                   | Roisan                 |                      |          |
| S                                    |                        |                      |          |
| Castello di Saint-Germain            | Montjovet              | XIII secolo          |          |
| Castello di Saint-Pierre             | Saint-Pierre           | XII secolo           |          |
| Castello di Sarre                    | Sarre                  | XIII secolo          |          |
| Castel Savoia                        | Gressoney-Saint-Jean   | XIX secolo           |          |
| Castello Sarriod de la Tour          | Saint-Pierre           | XIV secolo           |          |
| T                                    |                        |                      |          |
| Castello di Tour de Villa            | Gressan                | XII secolo           |          |
| U                                    |                        |                      |          |
| Castello di Ussel                    | Châtillon              | XIV secolo           |          |
| V                                    |                        |                      |          |
| Castello dei Vallaise                | Perloz                 | XII secolo           |          |
| Château-Verdun                       | Saint-Oyen             |                      |          |
| Castello di Verrès                   | Verrès                 | XIV secolo           |          |
| Castello di Villa                    | Challand-Saint-Victor  | XIII secolo          |          |